# Сезон жіночої збірної України з футболу 2011
Сезон жіночої збірної України з футболу 2011 — 19-й сезон жіночої національної команди, що розпочався 18 травня товариським матчем зі збірною Росії.
Протягом сезону команда провела 4 матчі: 1 товариський та 3 відбіркових до Чемпіонату Європи 2013. Тренерський штаб використав у цих іграх 20 футболісток.

## Матчі

### Росія 2:2 Україна
| 113. Товариський матч 18 травня 2011 |

| Росія                                 | 2:2      | Україна                                    |
| ------------------------------------- | -------- | ------------------------------------------ |
| Олеся Курочкіна 25' Ольга Петрова 79' | Протокол | Дарина Апанащенко 49' Тетяна Романенко 84' |

| Красноармійськ |

### Естонія 1:4 Україна
| 114. ЧЄ-2013 (кваліфікація) 18 вересня 2011 19:00 UTC+2 |

| Естонія         | 1:4      | Україна                                      |
| --------------- | -------- | -------------------------------------------- |
| Сігні Аарна 89' | Протокол | Віра Дятел 2', 21' Дарина Апанащенко 9', 19' |

| Таллінн, «А. Ле Кок Арена» Арбітр: Анелія Сінабова |

### Україна 0:0 Словаччина
| 115. ЧЄ-2013 (кваліфікація) 22 жовтня 2011 16:00 UTC+2 |

| Україна | 0:0      | Словаччина |
| ------- | -------- | ---------- |
|         | Протокол |            |

| Чернігів, Стадіон імені Юрія Гагаріна Арбітр: Ділан Гьокчек |

### Україна 0:1 Білорусь
| 116. ЧЄ-2013 (кваліфікація) 24 листопада 2011 15:00 UTC+2 |

| Україна | 0:1      | Білорусь             |
| ------- | -------- | -------------------- |
|         | Протокол | Ольга Анісковцева 5' |

| Севастополь, «Севастополь» Арбітр: Емі Райнер |

## Статистика

### Склад команди
| №            | Гравець            | Клуб (у 2011) | Дата народження | Вік      | Ігор     | Голів    |          |
| Воротарі     | Воротарі           | Воротарі      | Воротарі        | Воротарі | Воротарі | Воротарі | Воротарі |
| ------------ | ------------------ | ------------- | --------------- | -------- | -------- | -------- | -------- |
|              | Надія Баранова     | «Зірка-2005»  | 5 липня 1983    | 28       | 3        | 3п       |          |
|              | Ірина Зварич       | «Росіянка»    | 8 травня 1983   | 28       | 2        | 1п       |          |
| Захисники    |                    |               |                 |          |          |          |          |
|              | Ірина Василюк      | «ККРК»        | 18 травня 1985  | 26       | 4        | 0        |          |
|              | Марина Масальська  | «Житлобуд-1»  | 17 травня 1985  | 26       | 4        | 0        |          |
|              | Тетяна Чорна       | «Росіянка»    | 25 лютого 1981  | 30       | 4        | 0        |          |
|              | Валентина Котик    | «Зоркий»      | 8 січня 1978    | 33       | 3        | 0        |          |
|              | Ольга Басанська    | «Житлобуд-1»  | 6 січня 1992    | 19       | 2        | 0        |          |
|              | Алла Лишафай       | «Зоркий»      | 24 грудня 1983  | 28       | 2        | 0        |          |
|              | Олена Ходирєва     | «Зірка-2005»  | 19 травня 1981  | 30       | 1        | 0        |          |
| Півзахисники |                    |               |                 |          |          |          |          |
|              | Дарина Апанащенко  | «Зірка-2005»  | 16 травня 1986  | 25       | 4        | 3        |          |
|              | Віра Дятел         | «Зірка-2005»  | 3 березня 1984  | 27       | 4        | 2        |          |
|              | Ія Андрущак        | «Житлобуд-1»  | 13 березня 1987 | 24       | 4        | 0        |          |
|              | Людмила Пекур      | «Зірка-2005»  | 6 січня 1981    | 30       | 4        | 0        |          |
|              | Людмила Лемешко    | «Зоркий»      | 11 грудня 1979  | 32       | 3        | 0        |          |
|              | Наталя Сухорукова  | «Легенда»     | 16 жовтня 1975  | 36       | 1        | 0        |          |
| Нападники    |                    |               |                 |          |          |          |          |
|              | Тетяна Романенко   | «Кубаночка»   | 3 жовтня 1990   | 21       | 4        | 1        |          |
|              | Юлія Корнієвець    | «Мордовочка»  | 31 серпня 1986  | 25       | 2        | 0        |          |
|              | Юлія Ємельянова    | «Енергія»     | 21 липня 1987   | 24       | 2        | 0        |          |
|              | Світлана Фрішко    | «Житлобуд-1»  | 15 березня 1976 | 35       | 1        | 0        |          |
|              | Валерія Альошичева | «Рязань-ВДВ»  | 20 серпня 1990  | 21       | 1        | 0        |          |
|              |                    |               |                 |          |          |          |          |

### Тренери
| Тренер         | І | В | Н | П | МЗ | МП | О |
| -------------- | - | - | - | - | -- | -- | - |
| Анатолій Куцев | 4 | 1 | 2 | 1 | 6  | 4  | 5 |

### Баланс матчів
| За полями            |   |   |   |   |    |    |   |
| Поле                 | І | В | Н | П | МЗ | МП | О |
| Власне               | 2 | 0 | 1 | 1 | 0  | 1  | 1 |
| Чуже                 | 2 | 1 | 1 | 0 | 6  | 3  | 4 |
| За турнірами         |   |   |   |   |    |    |   |
| Турнір               | І | В | Н | П | МЗ | МП | О |
| Кваліфікація ЧЄ-2013 | 3 | 1 | 1 | 1 | 4  | 2  | 4 |
| Товариські матчі     | 1 | 0 | 1 | 0 | 2  | 2  | 1 |
| Всього               | 4 | 1 | 2 | 1 | 6  | 4  | 5 |